# اردشیر کشاورز
اردشیر کشاورز (۱۳۲۳ در کرمانشاه)، مورخ، پژوهشگر و منتقد در زمینهٔ تاریخ و فرهنگ مردمان کُرد و منطقهٔ کرمانشاهان است.

## پیشینه خاندان کشاورز
پدران وی از کردهای مهاجری بودند که از دیار بکر در کردستان ترکیه که در آن زمان در امپراتوری عثمانی قرار داشت، به منطقهٔ کرمانشاه مهاجرت نمودند. سپس در هلیلان و سر فیروز آباد (سرونو) و شهر کرمانشاه اسکان یافتند. جد خاندان کشاورز (کشاورزی یا شیخوند) رجبعلی خان شیخوند کرمانشاهانی به اتفاق طایفه‌اش (شیخوند) و طایفهٔ نامیوند زنگنه در روستای سرتپه کرمانشاه (محله‌های سرتپه، چنانی، و جوانشیر کنونی) در شهر کرمانشاه به امر زراعت اشتغال داشتند. در زمان فتحعلی شاه فرزند ارشدش شاهزاده محمدعلی میرزا دولتشاه به حکومت کرمانشاهان، لرستان و خوزستان و سرحدداری عراقین منصوب و نسبت به انتصاب رجبعلی خان شیخوند به عنوان کلانتر بلده و بلوکات کرمانشاه در سال ۱۲۲۳ هجری قمری اقدام و بنا به خواهش شاهزاده، طایفه شیخوند به اراضی روستای خالصه برزه‌دماغ کوچ کردند. در سال ۱۲۳۷ هجری قمری از جانب فتحعلی شاه، رجبعلی خان شیخوند به عنوان وزیرالدوله کرمانشاه منصوب و در محله برزه‌دماغ نسبت به ایجاد راسته بازار، کاروانسرا و حمام اقدام نمود. خاندان کشاورز از زمان دولتشاه تا عصر کنونی در کرمانشاه سکونت دارند.

## زندگی‌نامه

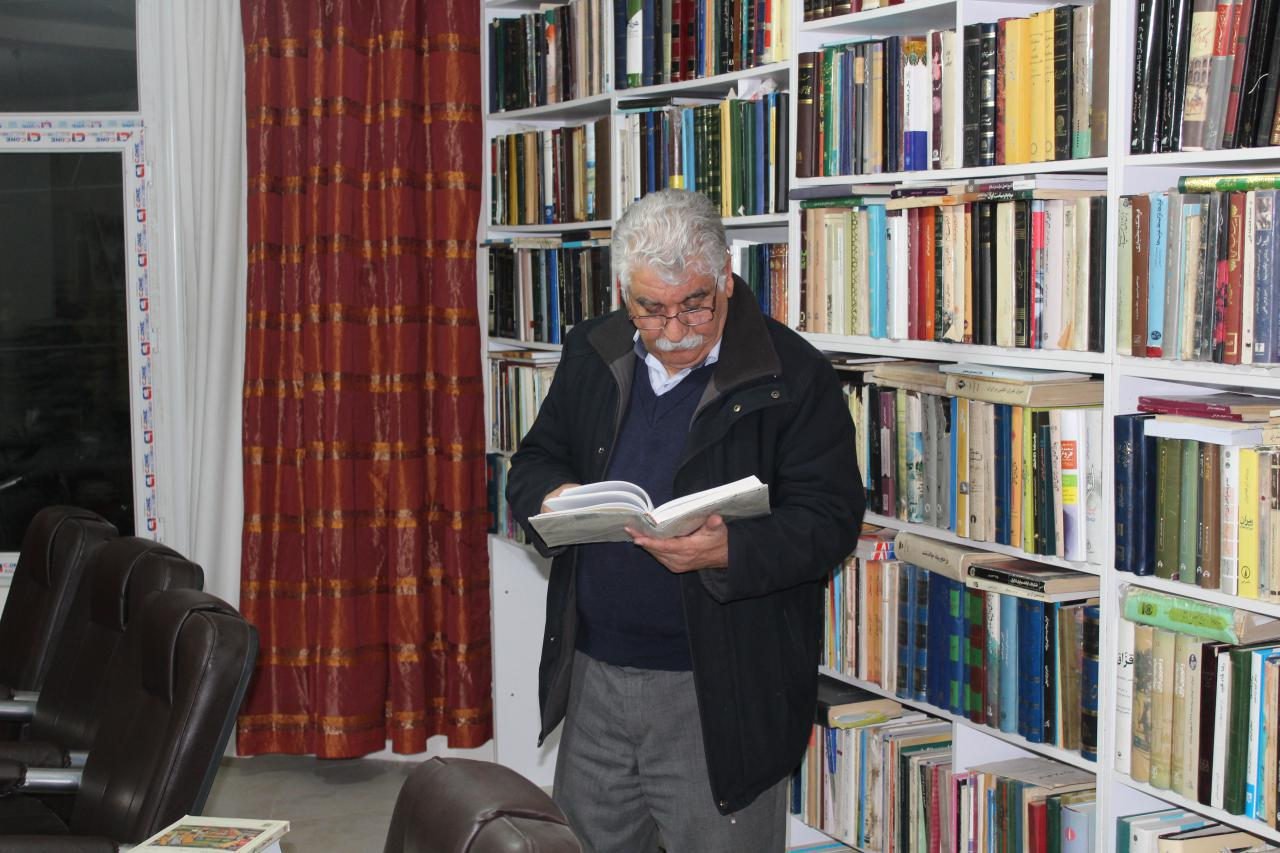
کتابخانه اردشیر کشاورز

اردشیر کشاورز در سال ۱۳۲۳ در شهر کرمانشاه به دنیا آمد. بعد از پایان تحصیلات متوسطه در سال ۱۳۴۴ در کرمانشاه خدمت وظیفه را به عنوان سپاهی دانش (آموزگار روستا) در کردستان به اتمام رسانید. در سال ۱۳۴۶ به خدمت وزارت پست و تلگراف و تلفن درآمدند. سال ۱۳۴۹ با داشتن لیسانس مهندسی ارتباطات به ایلام منتقل و به عنوان مأمور در وزارت کشور به سمت شهردار یکی از شهرستان‌های استان ایلام گزینش گردید. از سال ۱۳۵۱ تا سال ۱۳۵۶ توانست مدارج تحصیلی کارشناسی و کارشناسی ارشد ادبیات را تکمیل و به عنوان معاونت و سرپرستی مدیریت کل پست و تلگراف استان ایلام منصوب شود. از ۱ فروردین ۱۳۶۳ به عنوان مدیر ارتباط منطقهٔ جنگی شامل شهرستان‌های اسلام‌آباد غرب، سرپل ذهاب، قصر شیرین و گیلانغرب تا سال ۱۳۶۵ مشغول و از سال ۱۳۶۵ تا سال ۱۳۷۳ به عنوان رئیس تشکیلات اداری و پستی شهرستان کرمانشاه به کار خود ادامه داد. از سال ۱۳۷۶ به عنوان کارشناس صدا و سیمای مرکز کرمانشاه تاکنون به خدمت اشتغال داشته و بالغ بر پنج هزار ساعت مباحث علمی، فرهنگی و هنری را به سامان رسانیده‌است.

## جوایز و تجلیل
- پژوهشگر نمونه صدا و سیما در سال ۱۳۷۹.
- در سال ۱۳۸۰ سازمان اوقاف و امور خیریه کرمانشاه، اسنادی را برای نگارش تاریخ وقف استان به وی سپرد. بدین ترتیب دو کتاب با نام‌های «زندگان عرصه عشق» و «بقاع متبرک» توسط وی نگاشته شد و در ۶ جلد چاپ شدند. این کتاب‌ها به عنوان کتاب سال و کشاورز به عنوان نویسندهٔ سال برگزیده شدند.[۲]
- پژوهشگر نمونه استان در سال ۱۳۸۲
- اولین پیشکسوت نمونه ملی در دهمین جشنواره شهید رجایی و دریافت لوح تقدیر از رئیس‌جمهور وقت سید محمد خاتمی در سال ۱۳۸۲
- چهره ماندگار ملی استان کرمانشاه در سال ۱۳۸۴
- یکی از دوازده فرهیختهٔ برگزیدهٔ جامعهٔ عشایری کشور در ردیف محمد بهمن‌بیگی و سکندر امان‌اللهی بهاروند در سال ۱۳۸۵
- نویسنده و پژوهشگر نمونه در سال ۱۳۸۵
- دریافت لوح تقدیر به عنوان پژوهشگر تاریخ کرد در همایش ادبی گلاویژ سلیمانیه عراق در سال ۱۳۹۵
- تجلیل و قدردانی به عنوان نویسنده، پژوهشگر و تاریخ‌نگار برجسته کرمانشاه از سوی اداره‌ کل کتابخانه‌های کشور در تیرماه ۱۴۰۲
- تجلیل توسط بنیاد ایران شناسی کشور به عنوان نویسنده برتر در سال ۱۴۰۲
- تجلیل در هفته پژوهش توسط دانشگاه رازی کرمانشاه و اهدی لوح پژوهشگر برتر در سال ۱۴۰۳

## پژوهش و تاریخ‌نگاری
نخستین اثر تألیفی وی دربارهٔ یکی از سرداران مشروطه به نام یارمحمدخان کرمانشاهی، ابتدا به صورت سلسله مقالاتی در ۹۰ قسمت در هفته‌نامه باختر، چاپ کرمانشاه به چاپ درآمد و سپس به صورت کتابی با نام «گُرد کُرد» منتشر شد. او همچنین با صدا و سیمای مرکز کرمانشاه همکاری می‌کند.

## تاریخ تحولات سیاسی کرمانشاهان
کتاب تاریخ تحولات سیاسی کرمانشاهان نوشتۀ وی در ۲ مجلد شامل چهار مقطع زمانی است:
- مجلد اول: از مشروطیت تا جنگ جهانی اول
- مجلد دوم: از جنگ جهانی اول تا کودتای سوم اسفند ۱۲۹۹، از کودتا تا کودتا (سوم اسفند ۱۲۹۹ تا ۲۸ مرداد ماه ۱۳۳۲)، از کودتا تا انقلاب ۵۷ ایران